# تیموفی بویچوک
تیموفی بویچوک (انگلیسی: Tymofiy Boychuk; ۲۷ سپتامبر ۱۸۹۶ – ۱۳ ژوئیهٔ ۱۹۲۲) نقاش اهل اتریش-مجارستان بود.